# 俳壇
『俳壇』（はいだん）は、本阿弥書店が発行する月刊の俳句総合誌。1984年6月、角川書店の『俳句』元編集長の本阿弥秀雄が本阿弥書店を設立し創刊、編集発行人を務める。斬新な企画への取り組みと、フェアな立場の堅持を編集後記にて表明。1987年より新人賞として俳壇賞を創設、また臨時増刊号として『俳壇年鑑』を毎年発行している。本誌に掲載されるのは特集、評論、随筆、読者投稿作品など。判型はA5判、公称発行部数は1万8000部、発売は前月14日。